# Nadzemní elektrické vedení

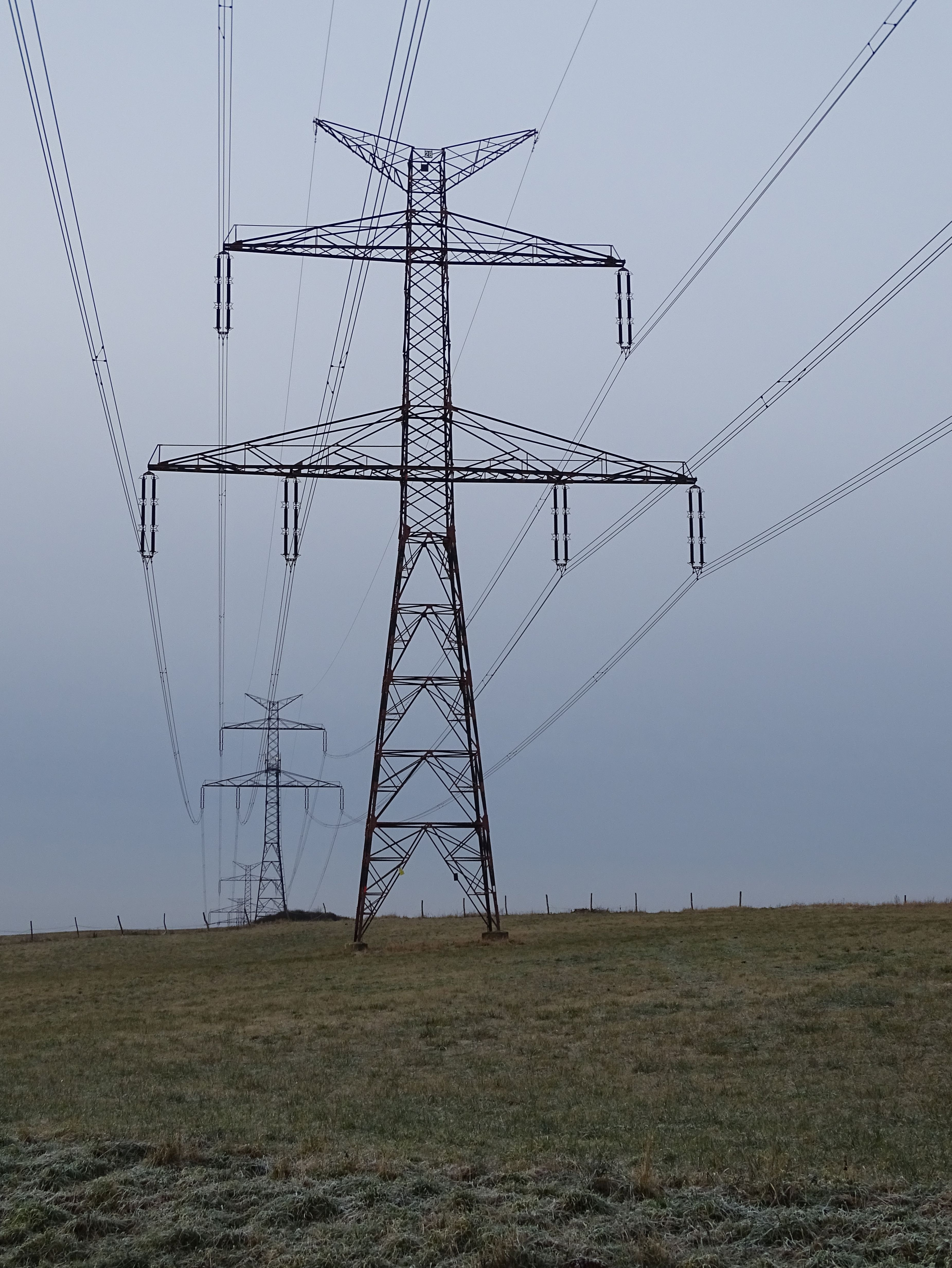
Trojfázové vedení zvláště vysokého napětí (ZVN)

Nadzemní elektrické vedení je zařízení pro přenos a distribuci elektrické energie na různých hladinách napětí. Skládá se z elektrických vodičů a stožárů. Vodiče jsou v podobě lana (vodič vyztužený ocelovými lany) a mohou být izolované nebo bez izolace. Neizolované vodiče na stožárech využívají jako izolant vzduch a představují nejlevnější způsob přepravy elektrické energie na dlouhé vzdálenosti (nejdražší jsou podzemní kabely). Napětí v nadzemních vodičích se liší podle délky vedení a velikosti přenášeného výkonu (místní nebo dálkové vedení).
Elektrárna vyrábí elektrickou energii v elektrickém generátoru o vysokém napětí 6 nebo 12 kV. Vysoké napětí je v generátorech použito proto, že při stejném elektrickém výkonu protéká jeho vinutím nižší elektrický proud a tím se výrazně sníží tepelné ztráty (úměrné druhé mocnině proudu). Vysoké napětí je pak na výstupu z elektrárny za účelem dalšího snížení ztrát při dálkovém přenosu transformováno na velmi resp. zvláště vysoké napětí (110, 220 resp. 400 kV).
Nadzemní vedení na nejvyšší napěťové hladině se většinou skládá z tzv. dvojpotahů, tj. dvojice tří fází, kde každá fáze je vedena tzv. trojsvazkem, tj. třemi lany oddělenými rozpěrkami (viz obrázek vedení), a to z důvodu snížení ztrát přenášeného výkonu. Na vrcholu stožáru nesoucího vedení je nad každým potahem vedeno tzv. zemnící lano, chránící potah před úderem blesku. Lana se vlastní vahou prohýbají do tvaru tzv. řetězovky. Stožáry se dělí na tzv. nosné a výstužné podle směru tahu, který je na ně vyvíjen. Nosné stožáry jsou konstruovány na svislý tah vyvolaný vahou vedení a výstužné stožáry musí odolat i bočnímu tahu vyvolanému změnou směru vedení. Většinou připadá na dva tři nosné stožáry jeden stožár výstužný.

## Klasifikace elektrických vedení
| Napěťové hladiny      | Značka | Střídavé napětí  | Stejnosměrné napětí |
| --------------------- | ------ | ---------------- | ------------------- |
| Malé napětí           | mn     | do 50 V          | do 120 V            |
| Nízké napětí          | nn     | 50 V až 1 kV     | 120 V až 1,5 kV     |
| Vysoké napětí         | vn     | 1 kV až 52 kV    | 1,5 kV až 52 kV     |
| Velmi vysoké napětí   | vvn    | 52 kV až 300 kV  | 52 kV až 300 kV     |
| Zvláště vysoké napětí | zvn    | 300 kV až 800 kV | 300 kV až 800 kV    |
| Ultra vysoké napětí   | uvn    | nad 800 kV       | nad 800 kV          |

Nadzemní elektrické vedení se liší napětím přenášeného výkonu, napěťové stupně jsou pro ČR definovány v ČSN EN 50110-1 ED.3:
- nízké napětí (nn) – distribuce v rezidenčních oblastech a malých firmách
- vysoké napětí (vn) – distribuce v městských a venkovských oblastech (nad 10 km)
- velmi vysoké napětí (vvn) – dálkový přenos (nad 150 km)
- zvláště vysoké napětí (zvn) – dálkový přenos (nad 150 km)
- ultra vysoké napětí (uvn) – dálkový přenos na velmi dlouhé vzdálenosti (nad 700 km)

### Přenosová soustava
Česká přenosová soustava slouží pro dálkové propojení regionálních distributorů elektrické energie (resp. jejich distribučních sítí) a jejich napojení na velké zdroje elektrické energie (elektrárny), které tvoří hlavní kostru elektrických vedení na státní a mezistátní úrovni. Přenosovou soustavu spravuje státní společnost ČEPS, která používá vedení velmi vysokého napětí (220 kV a vybraná vedení 110 kV) a páteřní vedení zvláště vysokého napětí (400 kV).

### Distribuční soustava
Elektrická vedení o nižším napětí slouží k regionální přepravě elektrické energie a je tak posledním článkem, který zajišťuje připojení a obsluhu jednotlivých spotřebitelů (domácnosti a firmy). Česká distribuční soustava je spravována jednotlivými regionálními distributory elektrické energie (ČEZ Distribuce, E.ON Distribuce, PREdistribuce), které obsluhují oblasti na úrovni krajů. Na nejvyšší úrovni používá pro zajištění celorepublikové distribuce velmi vysoké napětí (110 kV), pro přiblížení k odběratelům pak vysoké napětí (22 a 35 kV).

## Součásti nadzemního vedení
- stožáry
- elektrické vodiče (obvykle ocelové jádro s hliníkovými vodiči, pro trojfázovou soustavu používány v trojicích)
- zemnící vodiče (vodič v nejvyšším místě, často je uvnitř optický kabel pro potřeby signalizace, řízení a datové komunikace)
- izolátory (porcelánové, skleněné nebo novější kompozitní)